# Hampus
Hampus är ett mansnamn och betraktas oftast som ett smeknamnsvariant av Hans, som är en tysk kortform av Johannes och betyder "Gud har förbarmat sig". Det är emellertid troligt att Hampus är en latinisering av det forntyska namnet Hampo, som i sin tur är en kortform av det lågtyska Hamprecht (högtyska Heimbert); "hemmets ljus".
Totalt fanns det den 31 december 2009, 11 478 personer i Sverige med namnet Hampus, varav 9 946 med det som tilltalsnamn. Hampus finns i Sverige sedan 1700-talet. I de äldre generationerna är namnet emellertid ovanligt, men sedan mitten på 1980-talet har populariteten mer än femfaldigats. År 2003 fick 581 pojkar namnet, varav 530 fick det som tilltalsnamn. 
Namnsdag i Sverige: 29 augusti. I den finlandssvenska namnsdagslängden har Hampus namnsdag 27 december sedan 2005.

## Personer med namnet Hampus
- Hampus Wilhelm Arnell, botaniker
- Carl Hampus Bergman, arkitekt och konstnär
- Hampus Björck, skådespelare
- Karl-Hampus Dahlstedt, professor (språkvetenskap)
- Hampus Elliot, generalmajor
- Hampus Finndell, svensk fotbollsspelare
- Hampus Hedström, youtubare och komiker
- Hampus Hellekant, dömd för mord
- Hampus Lindholm, ishockeyspelare
- Hampus Lyttkens, professor i religionsfilosofi
- Hampus Mosesson, snowboardåkare
- Hampus Mörner, greve
- Hampus Georg Mörner, fotograf
- Karl-Hampus Mörner, greve
- Karl Axel Hampus Mörner, greve, läkare och professor
- Hampus Nessvold, artist, manusförfattare och skådespelare
- Hampus von Post, geolog
- Hampus Tullberg, filolog och präst